# ستيفن فوستر (لاعب كريكت)
ستيفن فوستر (21 فبراير 1968 في المملكة المتحدة - ) (بالإنجليزية: Stephen Foster)‏ هو لاعب كريكت بريطاني. لعب مع Cumbria County Cricket Club ‏ وNorthumberland County Cricket Club ‏.